# Tenebrón (kommunhuvudort)
Tenebrón är en kommunhuvudort i Spanien.   Den ligger i provinsen Provincia de Salamanca och regionen Kastilien och Leon, i den centrala delen av landet, 220 km väster om huvudstaden Madrid. Tenebrón ligger 826 meter över havet och antalet invånare är 207.
Terrängen runt Tenebrón är platt åt nordost, men åt sydväst är den kuperad. Runt Tenebrón är det mycket glesbefolkat, med 4 invånare per kvadratkilometer. Närmaste större samhälle är Ciudad Rodrigo, 15,3 km väster om Tenebrón. Trakten runt Tenebrón består i huvudsak av gräsmarker.